# Zielmenge

Abbildung 1: Eine Funktion von nach.

In der Mathematik wird bei einer Funktion {\displaystyle f\colon A\to B}, die die Elemente einer Menge {\displaystyle A} auf Elemente einer Menge {\displaystyle B} abbildet, {\displaystyle B} als Zielmenge oder Wertevorrat der Funktion bezeichnet.
Häufig wird dafür auch das Wort Wertemenge oder Wertebereich benutzt; diese Wörter bezeichnen aber oft stattdessen die Bildmenge von {\displaystyle f}. Es besteht also Verwechslungsgefahr. In Deutschland herrscht im Schulunterricht Klarheit; es wird nur die Bezeichnung Wertemenge (oder Wertebereich) im Sinne der Bildmenge benutzt. Die Zielmenge ist nur der Vorrat für mögliche Werte von {\displaystyle f}; es ist nicht zwingend erforderlich, dass diese auch tatsächlich alle durch {\displaystyle f} angenommen werden.
Die Menge der Werte, die als Funktionswert von {\displaystyle f} erscheinen, ist die Bildmenge.
Ist die Bildmenge von {\displaystyle f} gleich der Zielmenge von {\displaystyle f}, so heißt {\displaystyle f} surjektiv (rechtstotal).
Die Zielmenge ist ein unterscheidender Bestandteil einer Funktion. Funktionen mit gleichem Definitionsbereich und gleicher Funktionsvorschrift, aber verschiedener Zielmenge, sind nicht gleich.

## Beispiel
Gesucht ist eine Funktion {\displaystyle f\colon \mathbb {R} ^{2}\to \mathbb {R} }, die jedem Punkt der euklidischen Ebene seinen Abstand vom Nullpunkt zuordnet. Die Lösung lautet:
{\displaystyle f(a,b)={\sqrt {a^{2}+b^{2}}}}
Die Zielmenge der Funktion ist {\displaystyle \mathbb {R} }, die Menge der reellen Zahlen. Da der Abstand nie negativ sein kann, werden nicht alle möglichen Werte angenommen. Die Bildmenge besteht genau aus den nichtnegativen reellen Zahlen (oft mit {\displaystyle \mathbb {R} _{0}^{+}} bezeichnet).
Die Funktion {\displaystyle g\colon \mathbb {R} ^{2}\to \mathbb {R} _{0}^{+}} mit {\displaystyle g(a,b):={\sqrt {a^{2}+b^{2}}}} hat denselben Definitionsbereich, dieselbe Funktionsvorschrift und dieselbe Bildmenge wie {\displaystyle f}. Da aber die Zielmengen verschieden sind, gilt {\displaystyle f\neq g}.

## Zusammenhang zwischen den Mengen
Anhand der einfachen Beispielfunktion aus Abbildung 1 sollen noch einmal die verschiedenen auftretenden Mengen erklärt werden:
- Die Definitionsmenge ({\displaystyle A}) enthält die Elemente 1, 2, 3, 4.
- Die Zielmenge ({\displaystyle B}) enthält die Elemente a, b, c, d.
- Die Bildmenge besteht aus den Elementen b, c, d. Nur diese drei werden als Funktionswerte tatsächlich angenommen.
- Definitionsbereich ist ein anderes Wort für Definitionsmenge.
- Wertevorrat ist ein anderes Wort für Zielmenge.
- Wertemenge und Wertebereich sind in ihrer Bedeutung nicht eindeutig festgelegt und können die Zielmenge oder auch die Bildmenge bezeichnen. In Deutschland herrscht im Schulunterricht Klarheit, es wird nur der Bezeichner Wertemenge (Wertebereich) im Sinne der Bildmenge benutzt.